# Liste de films tournés dans le département de la Lozère
Un certain nombre d'œuvres cinématographiques et télévisuelles ont été tournés dans le département de la Lozère.
Voici une liste à compléter de films, téléfilms, feuilletons télévisés, films documentaires… tournés dans le département de la Lozère, classés par commune et lieu de tournage et date de diffusion.
- Haut – A
- B
- C
- D
- E
- F
- G
- H
- I
- J
- K
- L
- M
- N
- O
- P
- Q
- R
- S
- T
- U
- V
- W
- X
- Y
- Z

## A déterminer
- 1971 : Le Moindre Geste Fernand Deligny, Josée Manenti et Jean-Pierre Daniel

## A
- Albaret-Sainte-Marie

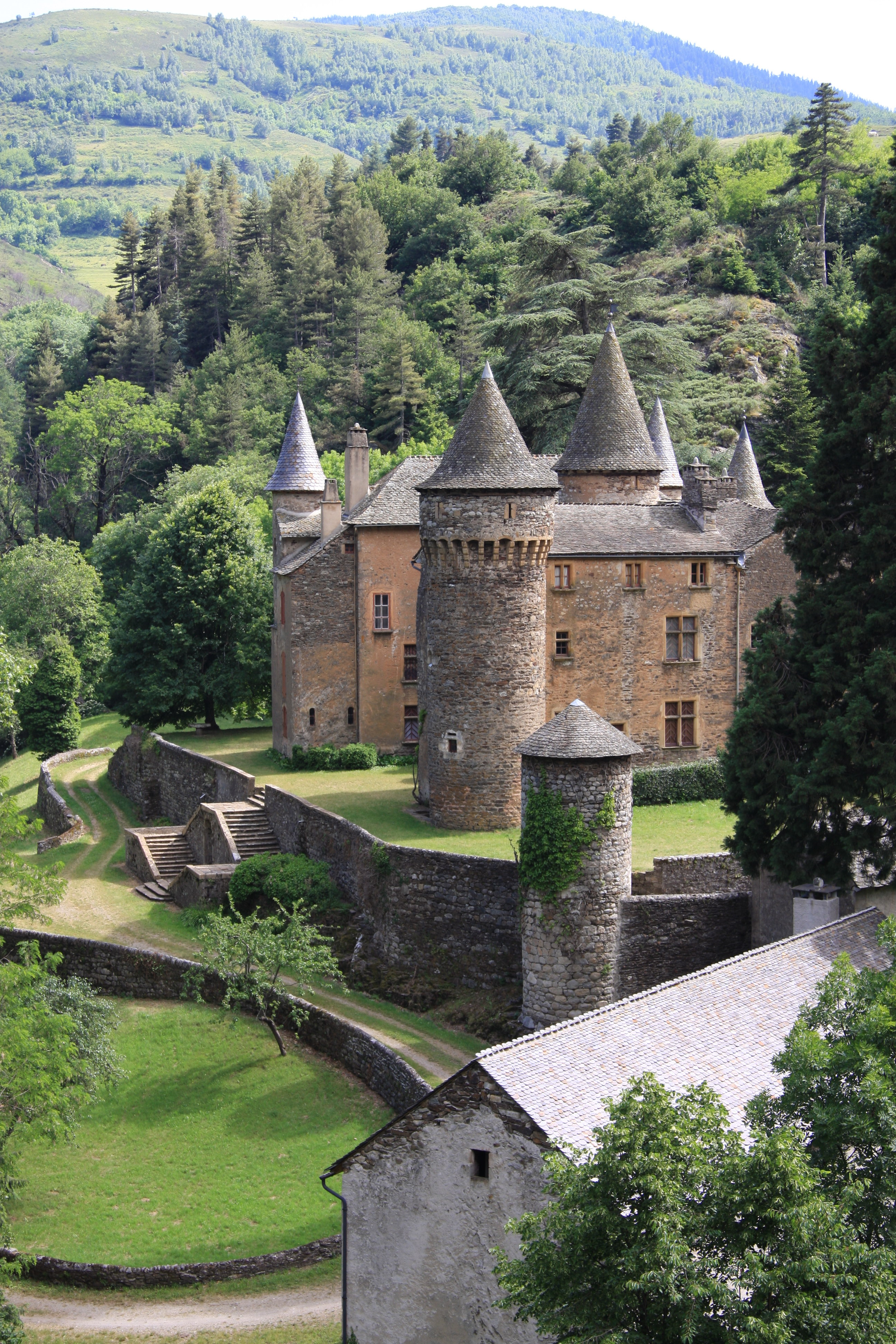
Le Château du Champ à Altier

  - 2004 : Les Choristes de Christophe Barratier (Château de la Garde)

- Altier
  - 2005 : Saint-Jacques… La Mecque de Coline Serreau[1]

- Aubrac
  - 2003 : Nos enfants chéris de Benoît Cohen
  - 2005 : Saint-Jacques… La Mecque de Coline Serreau[2]
  - 2010 : La Princesse de Montpensier de Bertrand Tavernier[3]

## B
- Bédouès
  - 1985 : Scout toujours... de Gérard Jugnot[4]

## C
- Causse Méjean
  - 1966 : La Grande Vadrouille de Gérard Oury
  - 1972 : Le Sang de Jean-Daniel Pollet[5]

- Cévennes
  - 1972 : Les Camisards de René Allio
  - 2005 : Saint-Jacques… La Mecque de Coline Serreau[6]

## F
- Florac
  - 1985 : Scout toujours... de Gérard Jugnot[4]
  - 2020 : Antoinette dans les Cévennes de Caroline Vignal

- Haut – A
- B
- C
- D
- E
- F
- G
- H
- I
- J
- K
- L
- M
- N
- O
- P
- Q
- R
- S
- T
- U
- V
- W
- X
- Y
- Z

## G
- Gabrias
  - 1986 : 37°2 le matin de Jean-Jacques Beineix

## H
- Les Hermaux
  - 1963 : Un roi sans divertissement  de François Leterrier

- Hures-la-Parade
  - 2020 : Antoinette dans les Cévennes de Caroline Vignal

## L
- Le Malzieu-Ville
  - 1985 : Hors-la-loi de Robin Davis

- La Garde-Guérin
  - 1993 : Justinien Trouvé ou le Bâtard de Dieu de Christian Fechner[4]

- Le Pont-de-Montvert
  - 2005 : Saint-Jacques… La Mecque de Coline Serreau
  - 2020 : Antoinette dans les Cévennes de Caroline Vignal

## M
- Marchastel
  - 1986 : 37°2 le matin de Jean-Jacques Beineix
  - 1996 : La Belle Verte de Coline Serreau[4]
  - 2018 : Rémi sans famille d'Antoine Blossier

- Marvejols
  - 1985 : Hors-la-loi de Robin Davis
  - 1986 : 37°2 le matin de Jean-Jacques Beineix[4]

- Mende
  - 1966 : La Grande Vadrouille de Gérard Oury Aérodrome de Mende-Brénoux
  - 1984 : Mesrine d'André Génovès[4]
  - 2005 : Saint-Jacques… La Mecque de Coline Serreau

- Meyrueis
  - 1961 : Le Miracle des loups d'André Hunebelle[4]
  - 1985 : Hors-la-loi de Robin Davis
  - 2010 : Les Châtaigniers du désert de Caroline Huppert (Château de Roquedols)

## N
- Nasbinals
  - 1979 : L'Adoption de Marc Grunebaum
  - 1986 : 37°2 le matin de Jean-Jacques Beineix
  - 2018 : Rémi sans famille d'Antoine Blossier

- Haut – A
- B
- C
- D
- E
- F
- G
- H
- I
- J
- K
- L
- M
- N
- O
- P
- Q
- R
- S
- T
- U
- V
- W
- X
- Y
- Z

## P
- Palhers
  - 1986 : 37°2 le matin de Jean-Jacques Beineix

- Prinsuéjols
  - 2005 : Saint-Jacques… La Mecque de Coline Serreau

## S
- Sainte-Enimie
  - 1967 : Les Aventuriers de Robert Enrico[4]
  - 1969 : Mon oncle Benjamin d'Édouard Molinaro[4]
  - 1991 : Jusqu'au bout du monde de Wim Wenders[4]
  - 2002 : Le Frère du guerrier de Pierre Jolivet[4]

- Saint-Germain-de-Calberte
  - 1972 : Les Camisards de René Allio[4]

- Haut – A
- B
- C
- D
- E
- F
- G
- H
- I
- J
- K
- L
- M
- N
- O
- P
- Q
- R
- S
- T
- U
- V
- W
- X
- Y
- Z

## V
- Vébron
  - 1972 : Les Camisards de René Allio

## Z
- Haut – A
- B
- C
- D
- E
- F
- G
- H
- I
- J
- K
- L
- M
- N
- O
- P
- Q
- R
- S
- T
- U
- V
- W
- X
- Y
- Z